# Tetjana Rjabtschenko
Tetjana Rjabtschenko, auch Tetyana Riabchenko, (ukrainisch Тетяна Рябченко; * 28. August 1989 in Schytomyr) ist eine ehemalige ukrainische Radrennfahrerin.

## Sportliche Laufbahn
2011 wurde Tetjana Rjabtschenko ukrainische Meisterin im Straßenrennen, bei den Straßen-Europameisterschaften (U23) belegte sie Platz sieben im Straßenrennen sowie Platz zehn im Einzelzeitfahren. 2013 gewann sie die Tour of Chongming Island. 2014 wurde sie doppelte nationale Meisterin, im Straßenrennen und im Einzelzeitfahren, 2015 wurde sie ukrainische Straßenmeisterin.

## Erfolge
2011
- Ukrainische Meisterin – Einzelzeitfahren

2013
- Tour of Chongming Island

2014
- Ukrainische Meisterin – Straßenrennen, Einzelzeitfahren

2015
- Ukrainische Meisterin – Straßenrennen
- Bergwertung Trophée d’Or Féminin

2016
- Horizon Park Women Challenge

2018
- Bergwertung Panorama Guizhou International Women’s Road Cycling Race